# Стара Кршля
44°59′ пн. ш. 15°41′ сх. д. / 44.99° пн. ш. 15.69° сх. д.
Стара Кршля (хорв. Stara Kršlja) — населений пункт у Хорватії, в Карловацькій жупанії у складі громади Раковиця.

## Населення
Населення за даними перепису 2011 року становило 7 осіб.
Динаміка чисельності населення поселення: